# Ciocârlie de pădure
Ciocârlia de pădure (Lullula arborea) este o pasăre cântătoare mică din familia Alaudidae. Se găsește în cea mai mare parte a Europei, Orientul Mijlociu, vestul Asiei și munții din nordul Africii. Cuibărește în păduri rare, preferând pinul, pe sol nisipos, dar și în pădurile de foioase cu poieni și în crânguri.

## Taxonomie și sistematică
Ciocârlia de pădure a fost descrisă de naturalistul suedez Carl Linnaeus în 1758 în cea de-a zecea ediție a Systema Naturae și a primit numele binomial Alauda arborea. Acest nume binomial este identic cu numele latin folosit în 1676 de ornitologul englez Francis Willughby în lucrarea sa Ornithologiae libri tres. Ciocârlia de pădure este acum plasată în genul Lullula care a fost introdus de naturalistul german Johann Jakob Kaup în 1829. Numele actual al genului este onomatopeic, din francezul „Lulu”, numele dat păsării de Buffon. Numele francez, Alouette lulu, și numele științific, Lullula arborea, sunt derivate din sunetul cântecului său. Numele specific arborea derivă din latinescul arbor, arboris, „copac”.

### Subspecii
Sunt două subspecii de ciocârlie de pădure:
- Ciocârlia de pădure nordică (L. a. arborea) - (Linnaeus, 1758): se găsește din nordul, vestul și centrul Europei până în vestul Rusiei și Ucrainei
- Ciocârlia de pădure sudică (L. a. pallida) - (Zarudny, 1902): se găsește din sudul Europei și nord-vestul Africii prin Orientul Mijlociu până în Iran și Turkmenistan, Crimeea și Caucaz.

## Descriere

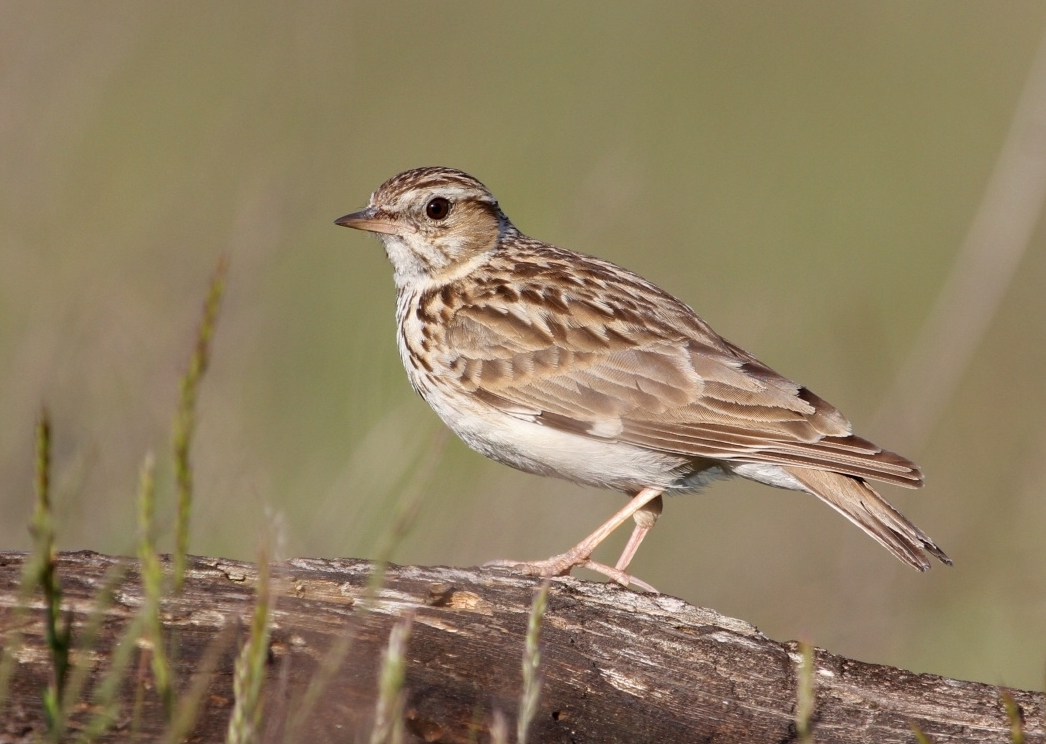
Lullula arborea

Este o ciocârlie de talie mică, cu lungimea de 13,5 până la 15 cm, puțin mai mică decât ciocârliile din genul Alauda, Este maronie pe deasupra și albicioasă dedesubt, cu coadă scurtă. Coada are vârful alb, ceea ce o face să pară și mai scurtă, dar, spre deosebire de Alauda, părțile laterale ale cozii și marginea din spate a aripilor nu sunt tivite cu alb. Are o creastă destul de mică și de cele mai multe ori discretă.
Ciocârlia de pădure are un cântec melodios, adesea descris onomatopeic ca lu-lu-lu- sau, mai precis, ca "o serie lū-lū-lū-lū-lū-", toolooeet toolooeet toolooeet.

## Status
În Europa, în 2004, populația de reproducere a ciocârliilor de pădure a fost estimată la 1,3 milioane până la 3,3 milioane de perechi reproducătoare. Europa reprezintă 75-94% din populația globală, adică între 4,15 milioane și 13,2 milioane de indivizi în aria sa mondială. Ciocârlia a fost clasificată de Lista Roșie a speciilor amenințate a IUCN ca fiind puțin îngrijorătoare, ceea ce înseamnă că nu este în prezent amenințată cu dispariția.

## Galerie

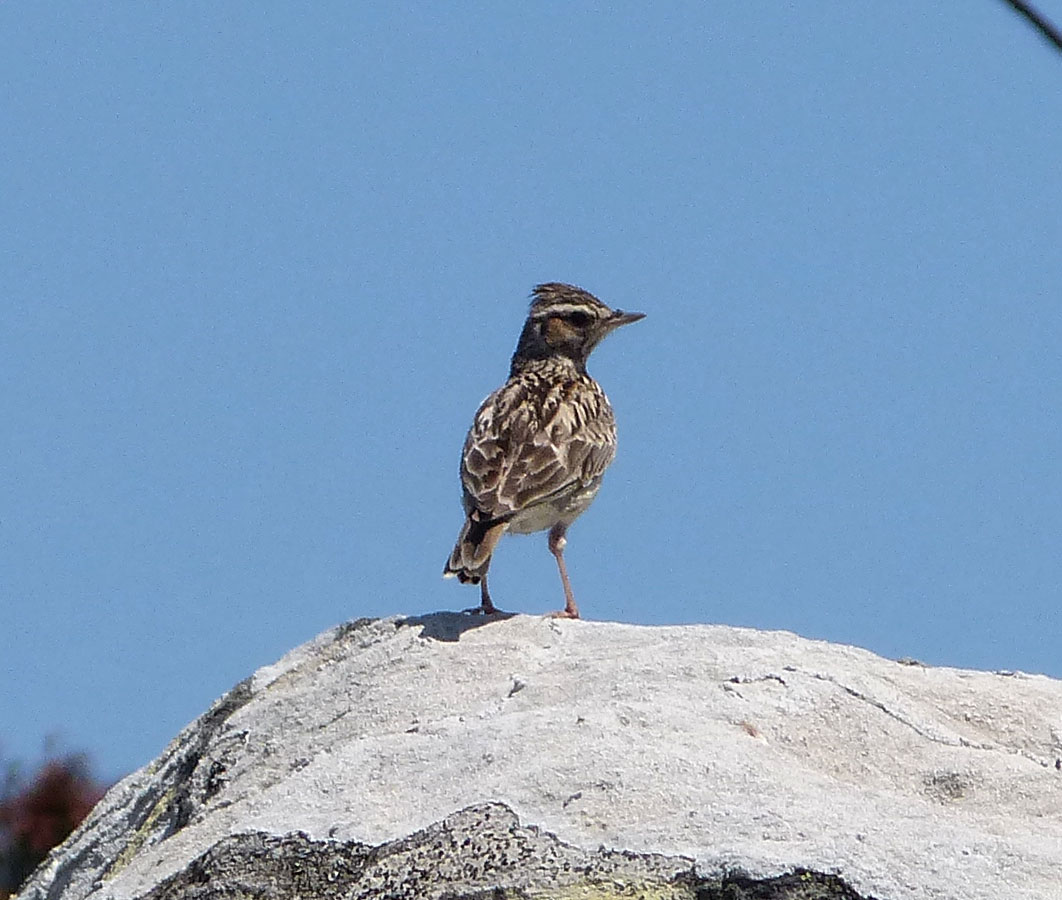
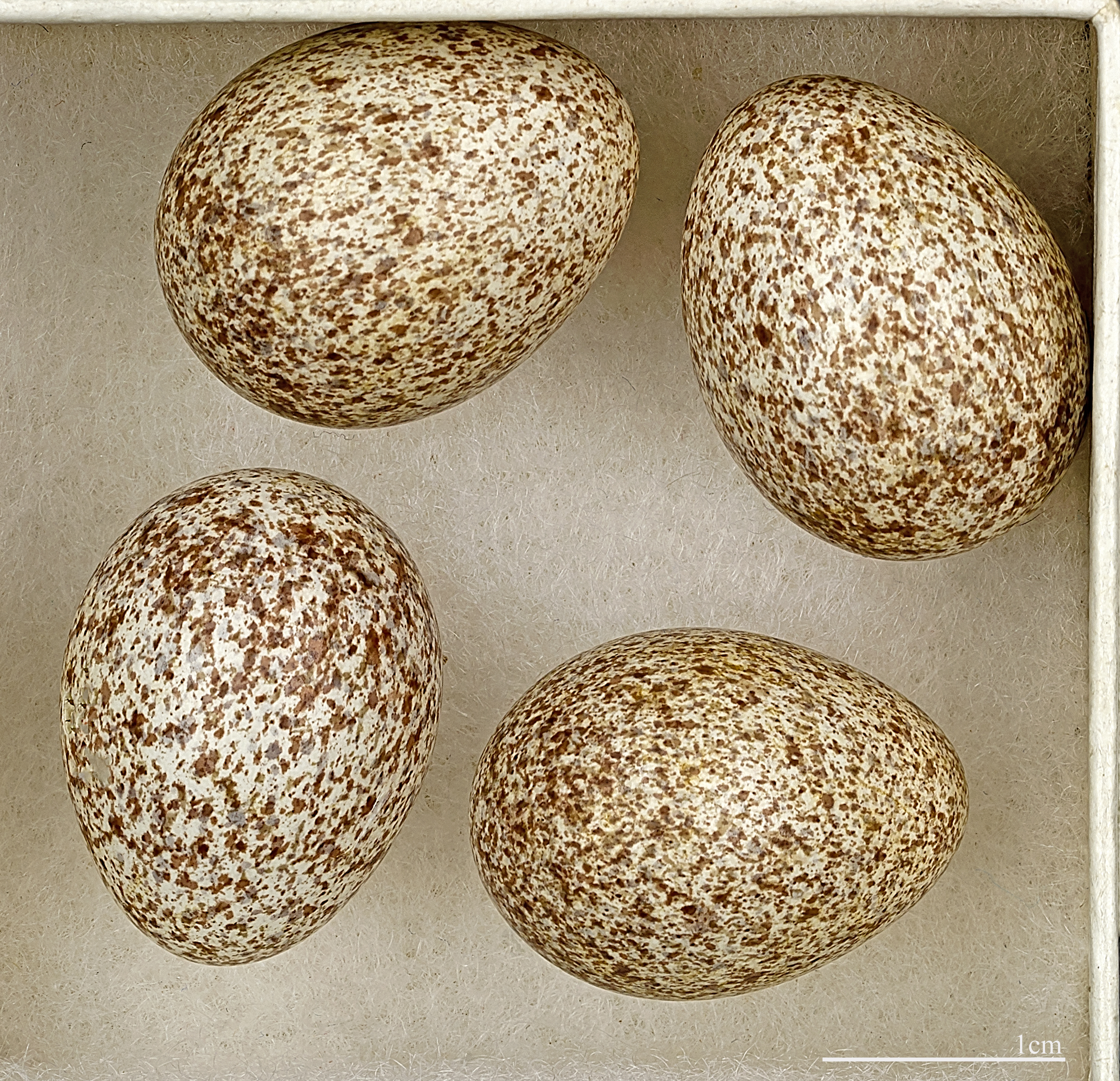
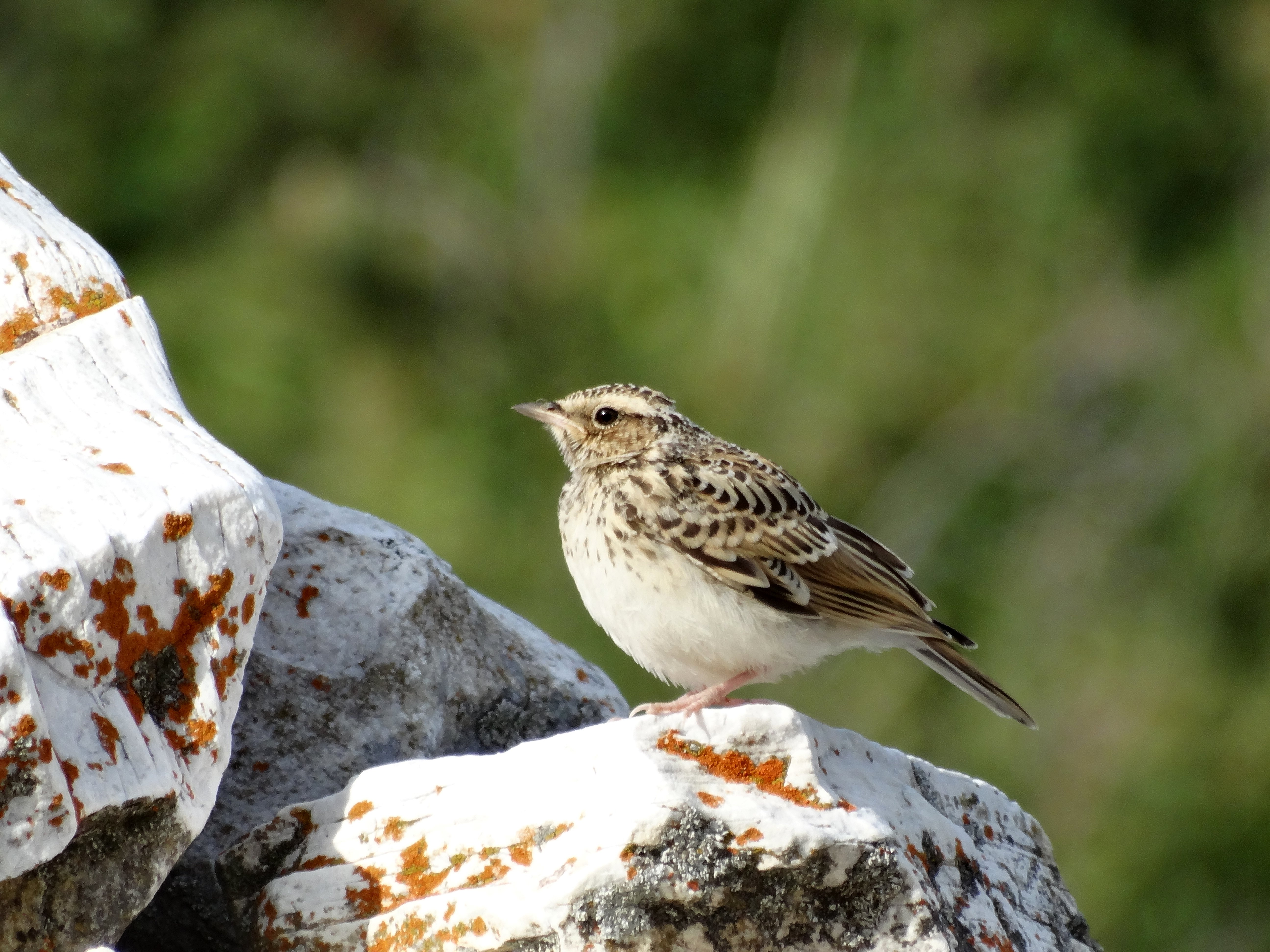
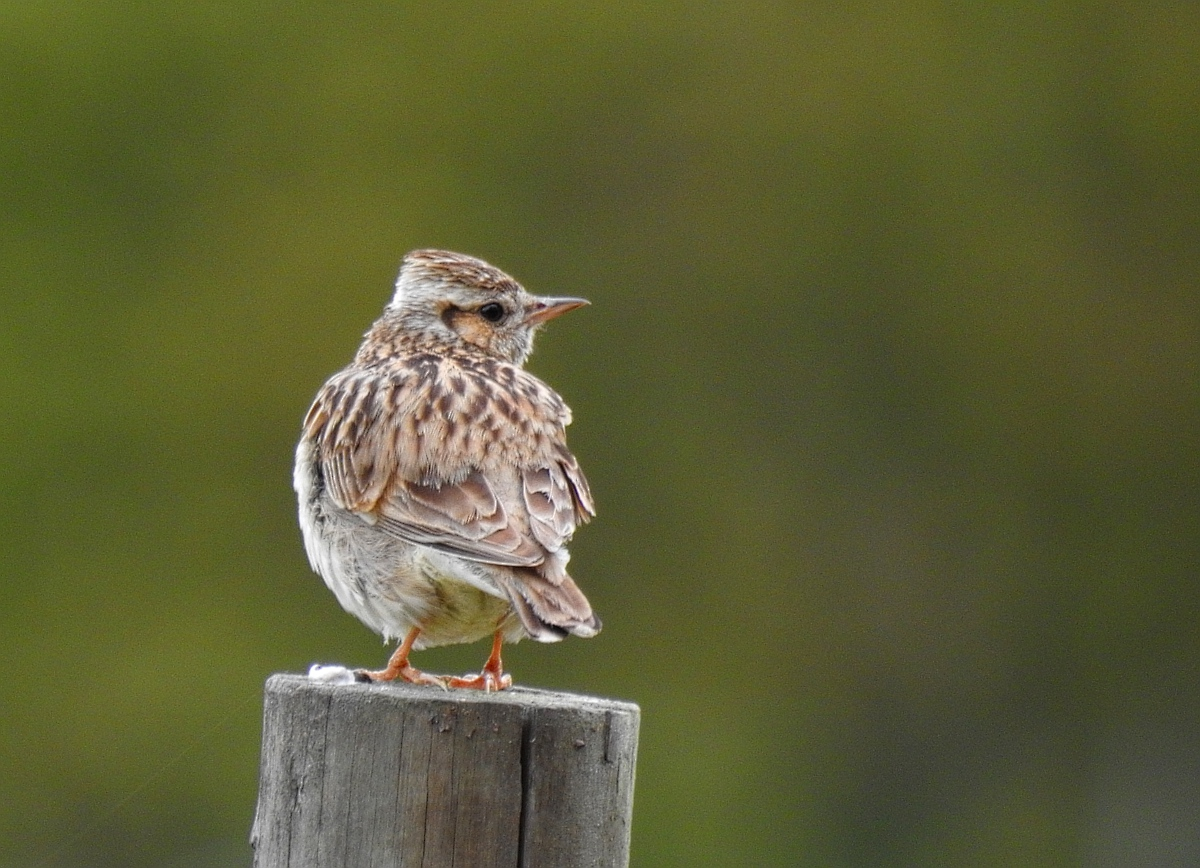
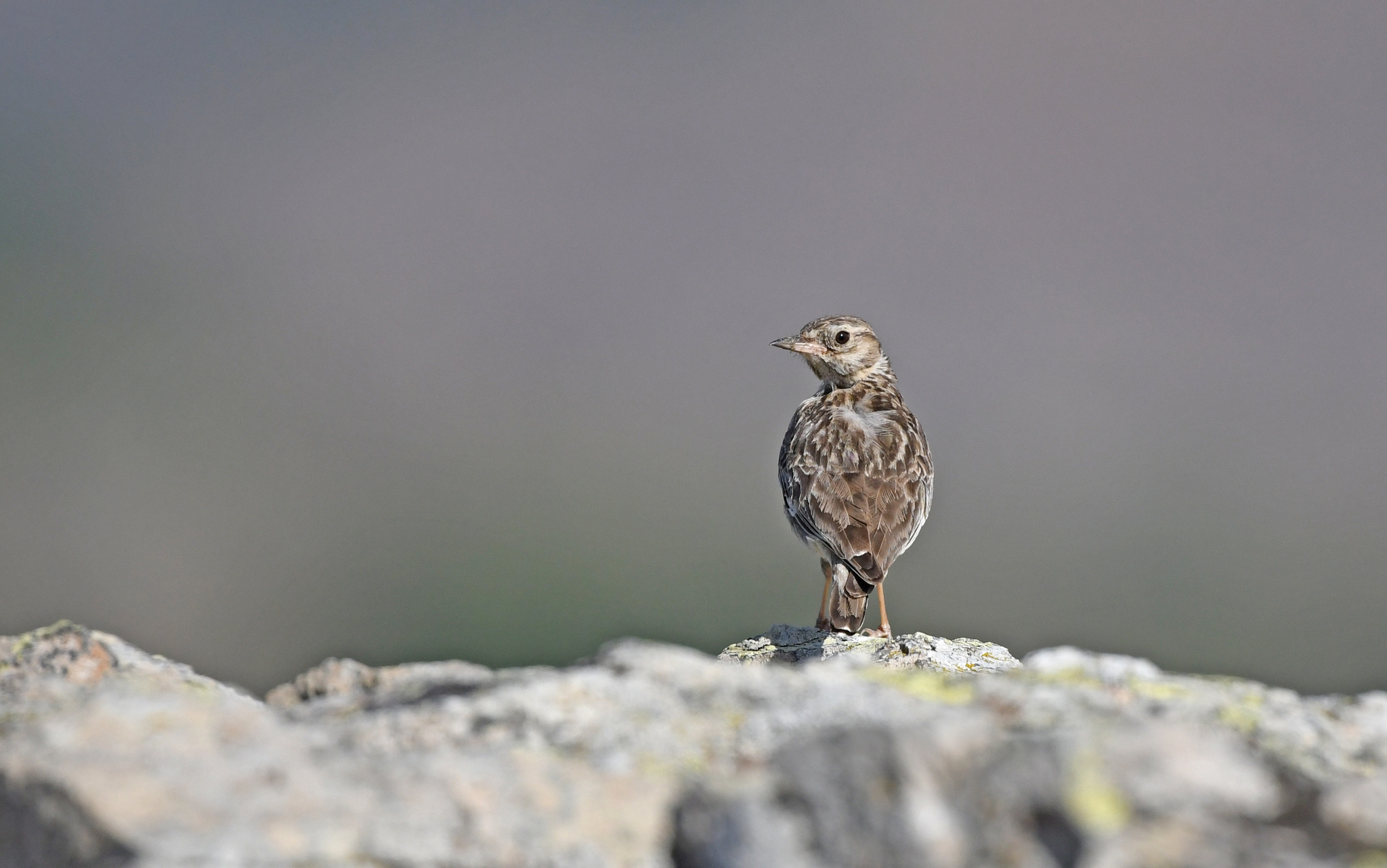